# Alphonse Pinart
Pour les articles homonymes, voir Pinart.

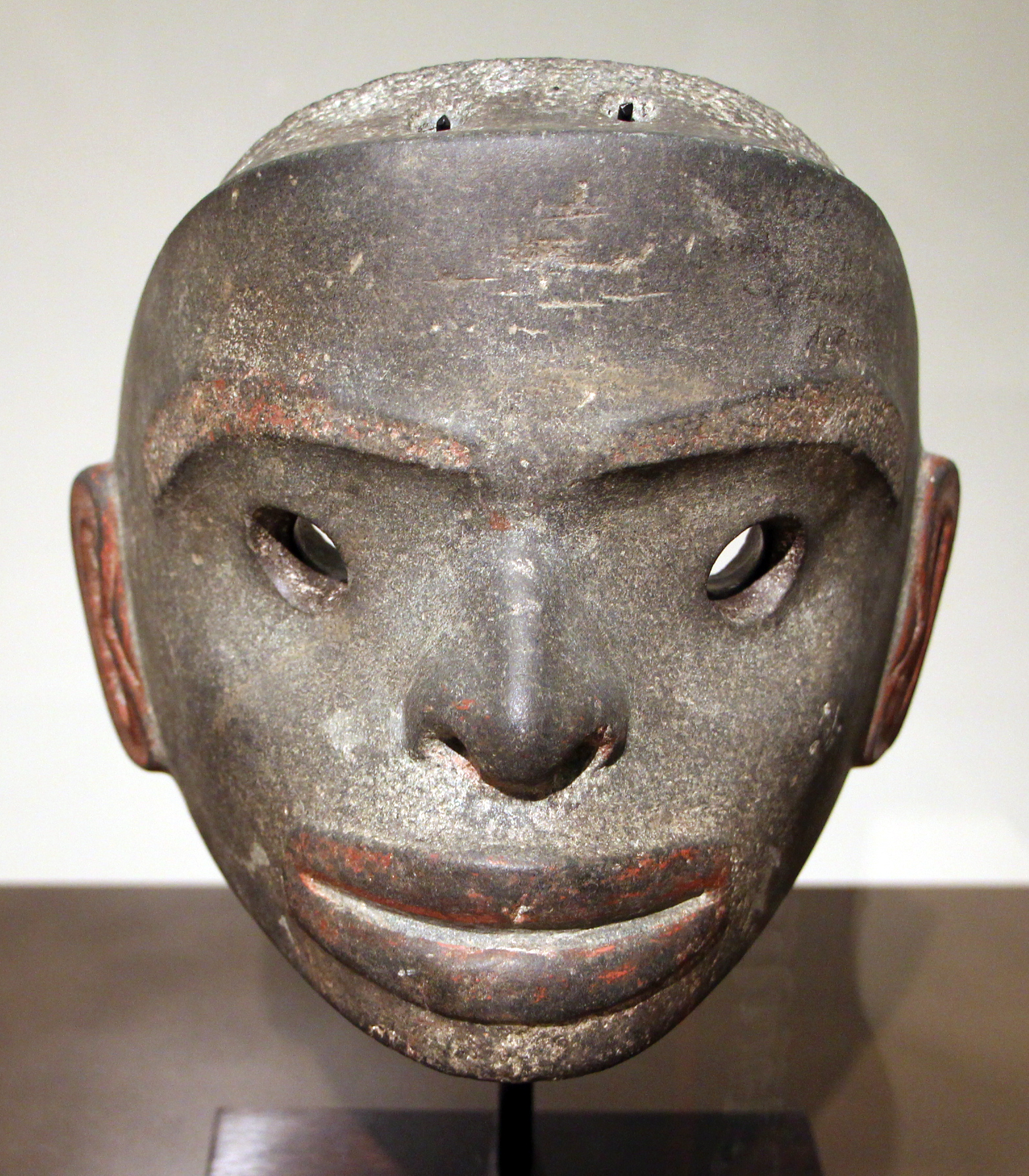
Masque Tsimshian - pierre (Gabbro) dure verdâtre, pigment; de la collection de Pinart, musée du Quai Branly - Jacques-Chirac.

Alphonse Louis Pinart (26 février 1852 à Bouquinghem, Marquise, Pas-de-Calais - 13 février 1911 à Boulogne-Billancourt) est un savant français, linguiste, ethnologue et collectionneur, spécialiste du continent américain. Il étudia les civilisations du Nouveau Monde à la façon des pionniers de l'époque, mêlant l'observation empirique d'éléments anthropologiques, ethnologiques et linguistiques.
Fils d'un riche maître de forges, jeune homme érudit ayant appris l'anglais, le russe et un peu de linguistique asiatique avec Stanislas Julien, il se passionna dès l’âge de 15 ans pour la question de l’origine des Amérindiens et des Inuits. Il dépensa la fortune de sa famille et de ses deux épouses dans l'exploration de l'Amérique et l'achat d’objets et de livres en rapport avec ses intérêts, dont il fit profiter de nombreux musées et collections, à commencer par le musée d'Ethnographie du Trocadéro dont il fut le premier donateur, et le château-musée de Boulogne-sur-Mer dans sa région natale.

## Biographie
La rencontre de l’abbé Charles Étienne Brasseur de Bourbourg lors de l’Exposition universelle de 1867 à Paris décide de sa vocation. Il conçoit le projet de se rendre en Alaska pour y étudier les langues autochtones afin de prouver l’origine sibérienne des Amérindiens ; cette idée avait à l’époque peu de partisans. Il a pu aussi être intéressé à l’archéologie par la découverte en 1864 à Équihen, par des ouvriers de l’entreprise familiale, de squelettes humains et d’objets antiques. Une autre influence probable est l’anthropologue Ernest Hamy, un compatriote de 10 ans plus âgé, avec qui il restera lié. Ce dernier, premier conservateur du Musée d'ethnographie du Trocadéro et directeur des missions scientifiques à partir de 1880 fera plus tard appel à lui.

### Premiers séjours en Alaska
À 19 ans, il réalise son projet de voyage à ses frais ; il séjourne du printemps 1871 au printemps 1872 en Alaska, région qui vient d'être acquise par les États-Unis après près d'un siècle d'occupation russe, et fait un passage sur les îles Aléoutiennes. Il ramène en France une soixantaine de masques provenant de l’archipel Kodiak et huit autres découverts dans une sépulture de la grotte d’Akhanh sur l’île d’Unga (îles Aléoutiennes). Selon S. Chauvet, sa jeunesse et son énergie lui permettent des exploits sportifs comme la traversée solitaire en kayak d’Unalaska à Kodiak, qui facilitent la recherche d’objets et impressionnent les habitants du cru.
Entre 1873 et 1874, il se rend en Russie, à Saint-Pétersbourg et à Moscou, mais aussi à Copenhague, Helsinki, et Tartu pour recopier de la documentation complémentaire sur les peuples du détroit de Béring, en partie pour lui-même, en partie sur commande de l’historien américain George Bancroft (1832-1918). Il fait partie des nombreux assistants sur lesquels Bancroft s’appuie pour la rédaction de son Histoire de l’Amérique. Pinart lui rassemblera une collection de documents et manuscrits et lui léguera des documents personnels.
Peu après son retour en France, il repart pour l’Amérique. En 1875 et 1876, il visite le Maine, la Nouvelle-Écosse, l’Oregon, la Colombie-Britannique, l’État de Washington et l’Arizona.
Entre-temps, il fait l’acquisition en 1875 auprès de l’antiquaire Eugène Boban d’une importante collection de pièces mésoaméricaines. Il connaît ses premiers problèmes financiers car, outre les frais de l’expédition de 1871-1872, il a acheté une bonne partie de la bibliothèque de Charles Étienne Brasseur de Bourbourg. En 1879, Eugène Boban se plaint de ne pas avoir reçu l’intégralité de son dû et les fonds manquent pour poursuivre ses explorations. Alphonse Pinart négocie alors avec le ministère de l’Instruction publique le financement de son expédition (accordé le 2 avril 1878) conjointement avec Léon de Cessac, contre le don de sa collection au Musée d'ethnographie du Trocadéro.
Il reçoit en 1874 pour son voyage en Alaska et dans le détroit de Béring la Médaille d’or pour voyage d’étude, missions et travaux de reconnaissance de la Société de géographie, et en 1875, une médaille de l’Union géographique internationale lors du Congrès de Paris. Il en recevra une autre en 1877 de la Société d’acclimatation.
En 1877, il se rend aux Antilles (Îles Vierges, Porto Rico, Haïti, Cuba, Jamaïque), puis longe la côte du Pacifique vers le sud à partir de Panama. Il traverse ainsi l’Équateur, le Pérou et arrive au Chili d’où il part pour Tahiti et l’Île de Pâques. Il se rend sur cette dernière île à bord du Seignelay commandé par Théophile Aube et dont un des officiers, Paul-Émile Lafontaine, racontera l'expédition. Il rejoint le continent à San Francisco et visite en 1878 la Californie et Sonora. De 1879 à 1881, il visite, outre Sonora, les États de Guerrero, Santa Cruz, Puebla, Mexico et Veracruz. Il se rend aussi au Texas, et de nouveau aux Antilles et à Panama (1882).
Il a entre-temps épousé en 1880 l’Américaine Zelia Nuttall (1857-1933), fille de médecin, polyglotte et passionnée d’archéologie mexicaine à laquelle elle consacrera le reste de sa vie. Le couple réside entre ses voyages à San Francisco. En 1882 naît une fille, Nadine. Le mariage ne marche pas bien et une séparation intervient dès 1884, suivie d’un divorce en 1888. Nadine reste avec sa mère, dont elle prend le nom de jeune fille.
Alphonse Pinart continue après sa séparation ses recherches en Amérique jusqu'à l'âge de 45 ans, malgré les difficultés financières qu’il résout partiellement grâce à la vente des ouvrages de sa bibliothèque, dont le précieux fonds provenant de Bourbourg, et à un second mariage avec Jeanne Andrée Combret. C’est néanmoins ruiné et anonyme qu’il meurt à Boulogne-Billancourt en 1911 ; pour subsister, sa veuve devient ouvrière dans une savonnerie.

## Collections
Il collecta et acheta au cours de sa vie une énorme quantité d’artefacts, ossements (39 squelettes et 393 crânes), échantillons naturels (122 pièces ichthyologiques, 1508 autres animaux et plus de 1000 plantes) et documents écrits, anciens et récents. On lui doit aussi 404 photos et dessins. Il légua ces objets aux musées français et revendit les livres de sa bibliothèque pour financer la suite de ses expéditions.
Le château-musée de Boulogne-sur-Mer possède ainsi les deux tiers des pièces kodiak existant au monde, soit plus de 300, offertes en 1875 après avoir été déposées au muséum d'Histoire naturelle de Paris mais dont l'authenticité est contestée par certains. Elles seront présentées au public pour la première fois en 1947. Le musée d'Ethnographie du Trocadéro, créé en 1878 et ouvert au public en 1882, futur musée de l'Homme, lui doit son premier fonds (No 78 -1). Outre des pièces qu’il avait rassemblées lui-même, il comprend l’importante collection mexicaine de l’antiquaire Eugène Boban achetée en 1875 - dont le célèbre et controversé crâne de cristal et le masque de Xipe Totec. Au total, plus de 3 000 pièces américaines et 250 pièces océaniennes furent ainsi offertes. Certaines furent par la suite cédées par le musée d’Ethnographie au musée de la Céramique de Sèvres et au musée d’Histoire naturelle de Lille.
Sa collection de livres revendue en 1884, dont une partie venait de Brasseur de Bourbourg, aboutit pour l’essentiel à la Bibliothèque nationale par achat direct ou legs, et en partie à la Newberry Library de Chicago, dont le seul manuscrit restant du Popol Vuh.

## Écrits
Alphonse Pinart a surtout écrit sur les langues américaines ou polynésiennes (avec une brève incursion vers l’Afrique : Vocabulaire français-africain (des bords de l’Ogooué). Il a contribué à de nombreux dictionnaires ou lexiques. Il a publié en 1876 le dictionnaire sur les langues athabascanes et inuit d’Émile Petitot, un des partisans du peuplement de l’Amérique par le détroit de Béring. Alphonse Pinart a aussi laissé des notes de voyage, dans lesquelles il montre son intérêt pour les coutumes et le folklore. Malgré la nature encore superficielle de l’ethnologie embryonnaire de l’époque et la brièveté de certains de ses séjours, ce n’en sont pas moins des témoignages précieux. Beaucoup sont conservés à la Bancroft Library de Berkeley en Californie. La Société de géographie en possède aussi.

## Pour approfondir

#### Bases de données, dictionnaires et encyclopédies
- Ressources relatives à la recherche :   - Biodiversity Heritage Library
  - La France savante
- Notice dans un dictionnaire ou une encyclopédie généraliste :   - Deutsche Biographie
- Notices d'autorité :   - VIAF
  - ISNI
  - BnF (données)
  - IdRef
  - LCCN
  - GND
  - Espagne
  - Pays-Bas
  - Israël
  - Tchéquie
  - WorldCat